# 穆罕默德·阿里·盖拉伊
穆罕默德·阿里·盖拉伊（波斯語：‎，1994年5月2日—），伊朗男子摔跤运动员，2015年世界军人运动会男子古典式71公斤级金牌得主、2017年伊斯兰团结运动会男子古典式71公斤级金牌得主、2018年亚洲运动会男子古典式77公斤级金牌得主。